# 沪汉高速动车组列车
沪汉高速动车组列车是中国铁路运行于上海市至湖北省省会武汉市的高速动车组列车，自2013年12月28日起开行，现合计开行15对列车。列车客运乘务由上海局集团上海客运段、杭州客运段、南京客运段、武汉局集团武汉客运段、西安局集团西安客运段共同担当。

## 历史
2009年4月1日，合武铁路的通车使得上海市和武汉市之间得以开行动车组列车，当时D字动车的全程运行时间最快为4个多小时。
2011年8月，受7·23甬温线特别重大铁路交通事故影响，全国高速铁路降价降速，合武铁路、合宁铁路的时速由250公里减至200公里，京沪高速铁路、沪宁城际铁路的时速也由350公里减至300公里。同时因取消一站直达车、增设停站影响，沪汉间动车越开越慢。这使得不少旅客改乘飞机出行。
2013年12月28日，因全国铁路调整运营图，增開沪汉间G字动车，行程时间最快约四到五個小時。
2016年9月10日，因郑徐客运专线开通，全国铁路调整运行图。沪汉间首次开行仅停靠省会城市的大站车，全程运行时间再次缩短。同时再开行一对高速动车组，车次为G1736/7、1738/5次，由西安铁路局担当。
2018年7月1日，受全国铁路调整运行图影响，沪汉间增开3对G字头动车组，同时列车在合宁铁路、合武铁路行驶时按每小时250公里运行，上海至武汉间全程最快运行时间缩短至4小时以内。
2019年1月5日，受全国铁路调整运行图影响，原武汉至上海虹桥的G1730/1727、G1728/1729次列车延长至大冶北站始发终到，同时将原汉口至上海虹桥D3054/3051、D3052/3053次列车升级为G1770/1767、G1768/1769次。调图后，沪汉间仍有6对高速动车组列车。
2019年7月10日，为满足沪鄂间直通客流需要，上海虹桥站至武汉站增开G1764/1765、G1766/1763次列车。
2019年12月30日起，随着武汉局配属30组复兴号CR400AF型电力动车组列车，G1722/1719次、G1720/1721次和G1726/1723次改由CR400AF担当，同时G1768/1769、G1770/1767次改由襄阳客运段担当。
受到2019冠状病毒病疫情影响，汉口至上海虹桥G1770/67、G1768/9次，上海虹桥至武汉开G598/9、G600/597次及G676/7、G596/3次列车，上海虹桥至十堰东开G3230/1、G3232/29次列车2020年1月25日至2月23日临时停运；上海虹桥至武汉G1736/7、G1738/5次1月26日至2月24日停运；上海虹桥至武汉开G1764/5、1766/3次1月27日至2月24日停运。

## 使用列车

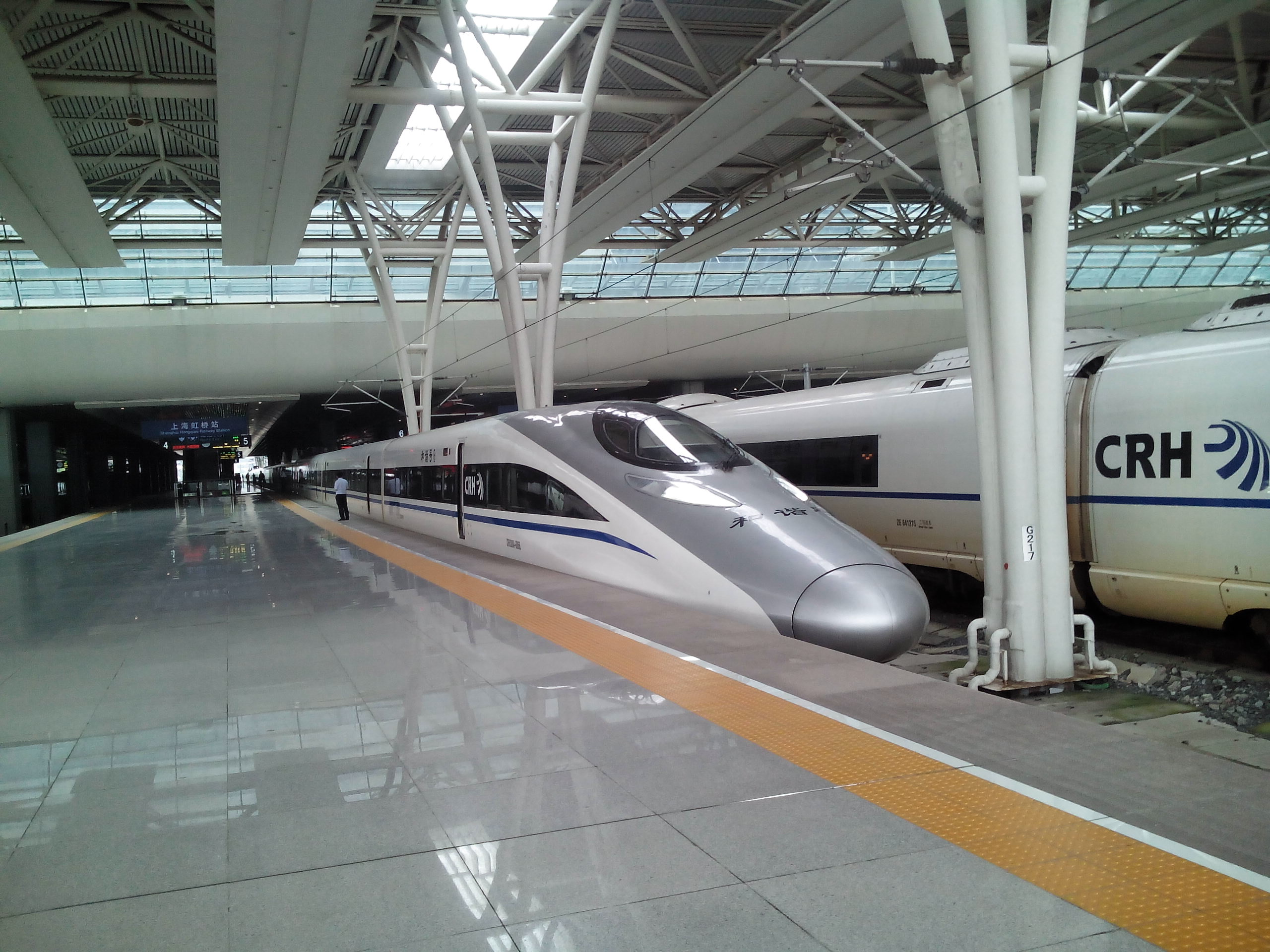
2014年，由CRH380AL担当的G676次列车于上海虹桥站

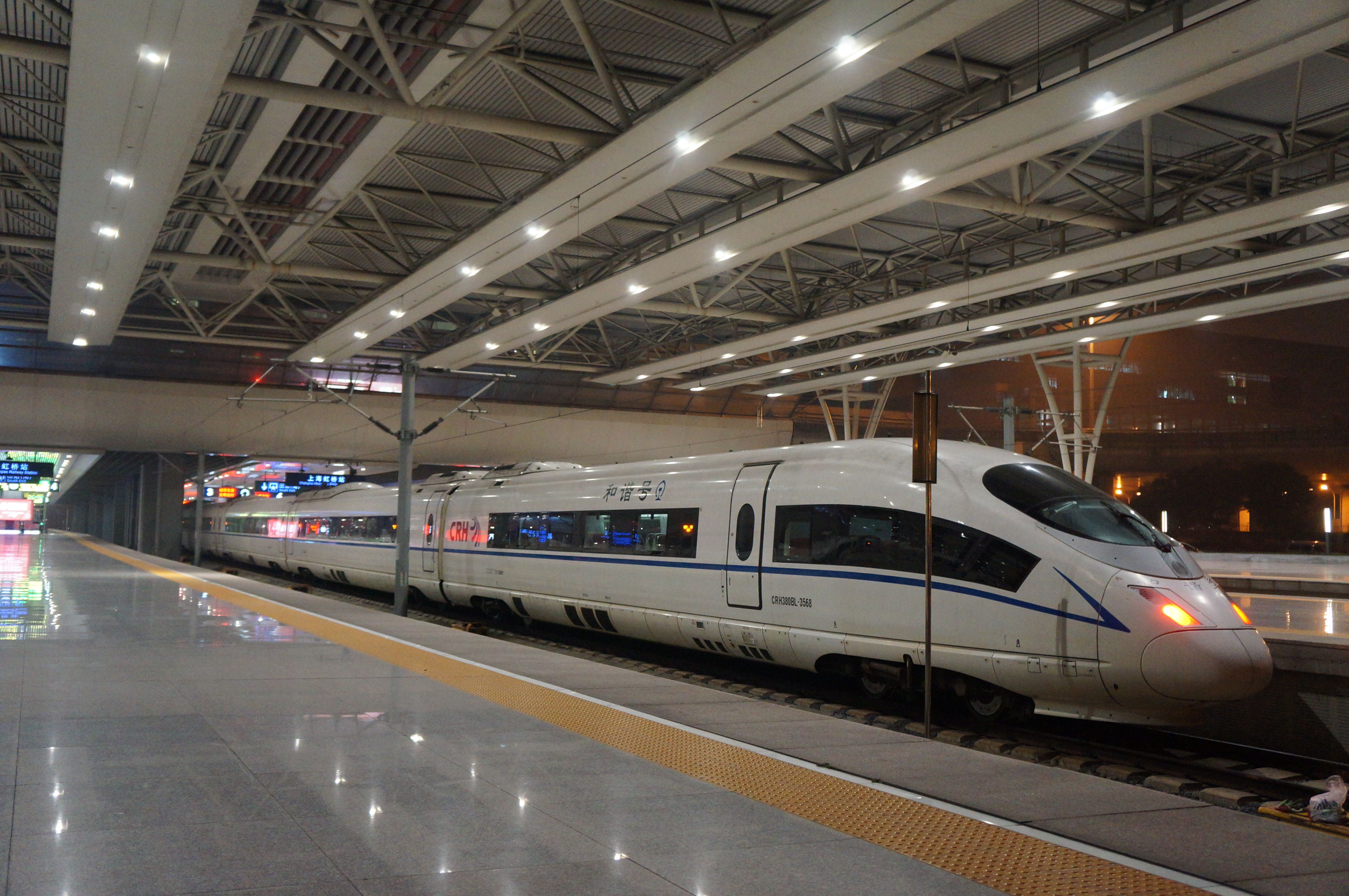
终到上海虹桥站后的G597次列车，2017年1月

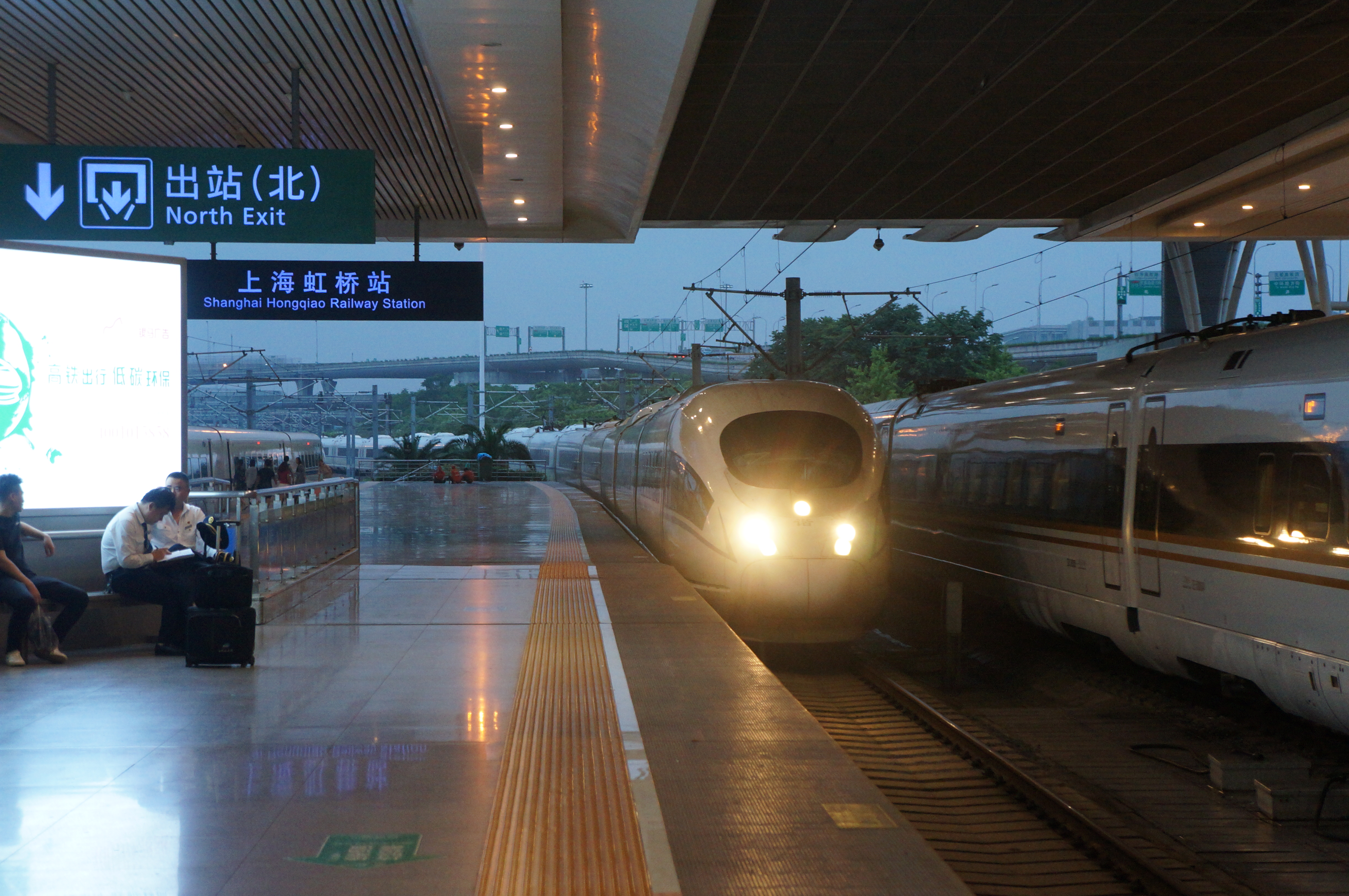
G675次列车进上海虹桥站

主要使用CR400AF、CR400AF-A、CR400AF-S、CR400AF-Z、CR400BF-A、CR400BF-AS、CR400BF-B、CR400BF-Z、CRH380AL、CRH2C等列车。

## 事件
2023年3月29日，中华民国前总统马英九在其中国大陆访问之行期间，自南京南站乘G1721次列车抵达武汉站。